# Kochegar
Kochegar (en ruso: Кочегар, en español «El calderero» o «El fogonero»), comercializada en inglés como A Stoker, es una película rusa de 2010 dirigida por Alekséi Balabánov. La película está protagonizada por Mikhail Skryabin en el papel del fogonero.
La trama de la película se basa en la historia de la venganza del «padrecito», a través del prisma del cual el director muestra la decadencia moral de la sociedad. El estreno tuvo lugar en agosto de 2010 en Vyborg en el festival de cine Okno (Window to Europe), donde la película recibió un premio especial del jurado "por su alta excelencia profesional" y un premio del Gremio de Críticos de Cine y Críticos de Cine de Rusia. El estreno internacional de Kochegar tuvo lugar el 29 de enero de 2011 en el programa fuera de competición del 40.º Festival Internacional de Cine de Róterdam.
La cinta fue muy bien recibida por los críticos rusos, aunque no fue un éxito en taquilla. Entre las principales alabanzas de la película estaban la dirección y la actuación del desconocido actor Mikhail Scriabin, quien falleció seis meses después del estreno a causa de una larga enfermedad. Al mismo tiempo, la película pasó desapercibida para los críticos de cine fuera de Rusia.

## Sinopsis

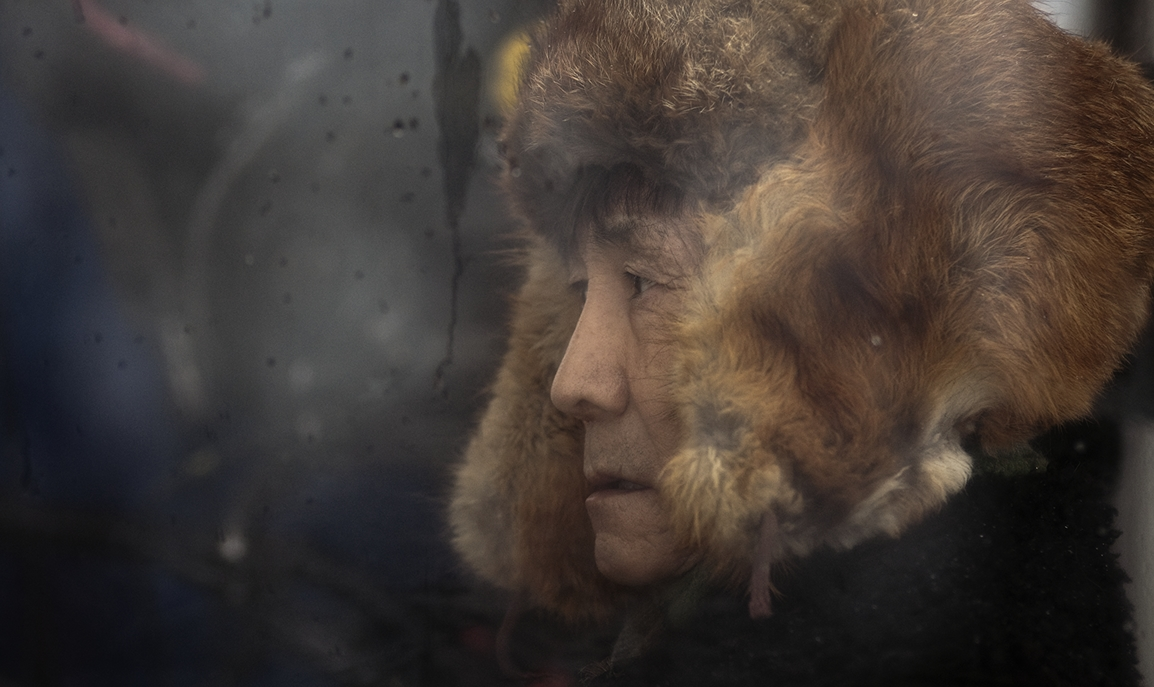
Mikhail Skryabin en su papel de Ivan Scriabin.

Iván Matveyevich Scriabin es un yakuto veterano de la guerra de Afganistán, héroe de la Unión Soviética que trabaja como fogonero de carbón a las afueras de San Petersburgo. Allí acuden mafiosos liderados por el Sargento, que se deshace de sus víctimas arrojándolas al fogón de Scriabin mientras este hace la vista gorda y escribe una novela sobre un ruso del Imperio zarista que abusa del pueblo yakuto.
Sasha, la joven yakuta hija de Scriabin, tiene un negocio con Masha, hija del Sargento, en el que importan pieles de Yakutia para hacer abrigos y venderlos en San Petersburgo. Ambas son amantes de Bisón, uno de los matones del Sargento. Cuando Sasha es descubierta con él por su amiga Masha, esta le pide a su padre que la eliminen. Sasha es asesinada por el propio Bisón y su cadáver es arrojado, como es habitual, a los fogones. Scriabin sospecha que es su hija la asesinada y lo descubre, matando al final al Sargento y a Bisón.
La película finaliza con un epílogo en el que la sobrina de Scriabin lee en off la novela de su tío, que muestra en imágenes lo ocurrido en la incompleta novela.

## Reparto

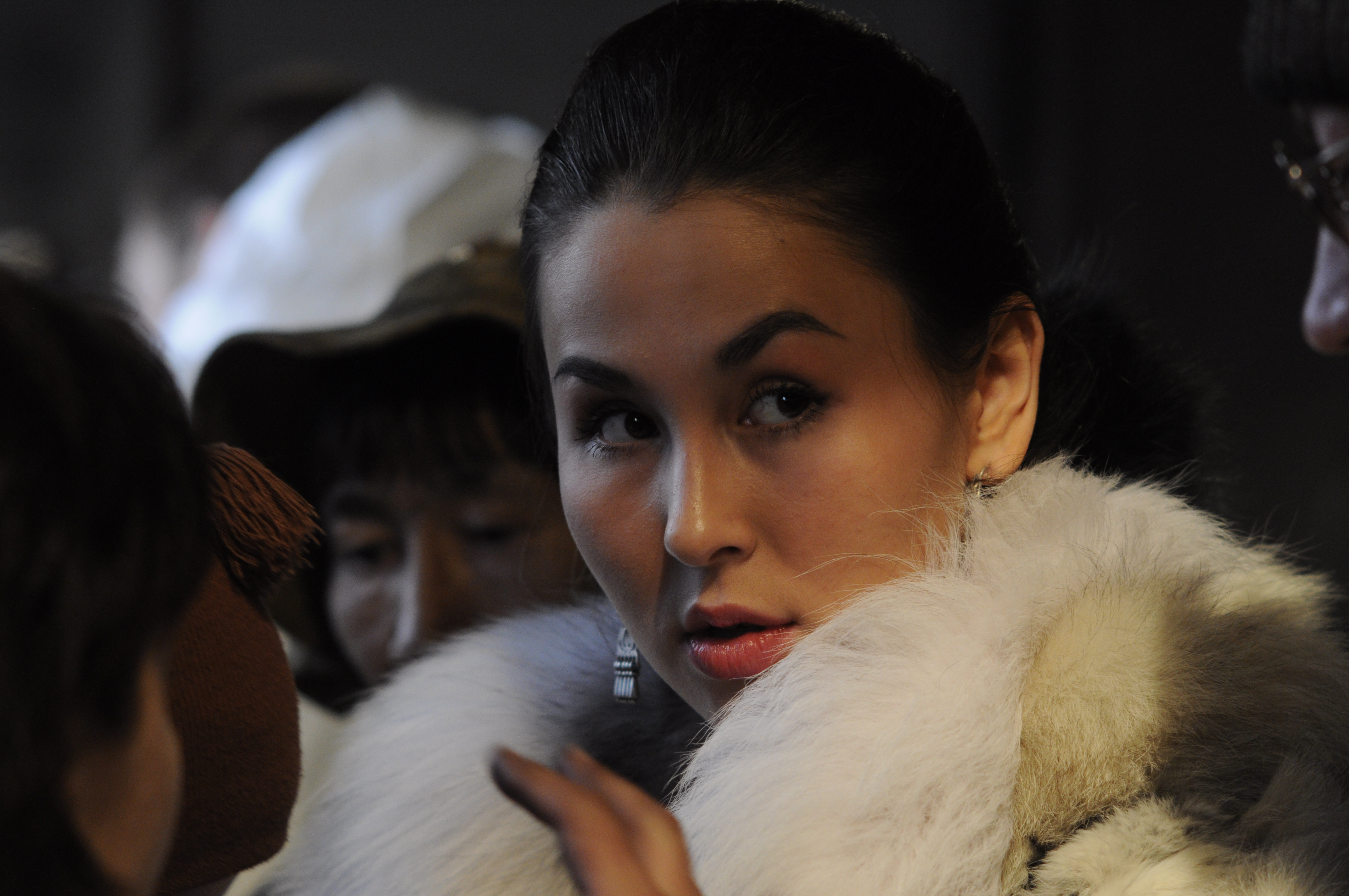
Aida Tumutova es Sasha, la hija yakuta de Scryabin.

- Mijaíl Skriabin como Iván Matveyevich Scriabin, el fogonero.
- Yuri Matvéiev como Vasily 'Bisón', amante de Sasha y Masha.
- Aleksandr Mosin como Sargento.
- Aida Tumutova como Sasha, hija de Skryabin.
- Anna Korotayeva como Masha, hija del Sargento.
- Varvara Belokurova como Vera, hija del Coronel Minayev.
- Román Burenkov como Gosha.
- Filipp Diachkov como Yasha.
- Aleksandr Garkushenko como Kostya.
- Kiril Komlev como camarero.[9]
- Rodolfo Ranni como camarero número 2.